# 渡辺弘 (野球)
渡辺 弘（わたなべ ひろむ、1963年7月25日 - ）は、愛媛県今治市出身の元プロ野球選手（投手）。

## 来歴・人物
今治西高3年次の1981年夏の選手権に出場するも、エースは1年下の藤本修二であった。
高校卒業後は、九州産業大学に進学。3年次の春にベストナインを獲得するなど、福岡六大学リーグで通算7勝0敗を記録。
1985年のプロ野球ドラフト会議で日本ハムファイターズから2位指名を受け入団。大学同期の坂田和隆、福地経人も揃ってプロ入りした。
しかし、プロ入り後は一軍登板のないまま1990年限りで現役を引退した。

## 詳細情報

### 年度別投手成績
- 一軍公式戦出場なし

### 背番号
- 41（1986年 - 1990年）